# 오오라 카나코
오오라 카나코(大浦可奈子, おおら かなこ)는 일본의 만화 및 애니메이션 안녕, 절망선생의 등장 인물이다. 이름은 "너그러운 아이"라는 뜻의에서 따온것으로 추측된다.

## 외관
- 학생이라 평소에는 교복을 입는다.
- 헤어스타일은 단발에 뒷머리를 집어묶은 스타일. 후반부에는 커다란 리본으로 묶고나온다.
- 키는 보통수준
- 가슴 크기는 의외로 약간 크다.
- 눈은 둥글둥글하고 처진 눈이다
- 치마 지퍼를 올리지않을때가 많다.

## 성격
- 무척 느긋하고 너그러운 성격이다.
- 의외로 치밀한 것 같다.

## 특징
일본 도쿄 코이시카와 구에 소재한 고등학교의 2학년 헤(4)반에 재학 중이다. 출석번호는 16번. 학업쪽은 상당히 상위권. 느긋하고 나사빠진 성격에 비해 학업쪽에는 치밀한 듯하다.

### 가정
가정관계는 제대로 알려져 있지 않다. 집 앞에 여러 정당의 포스터가 붙어있다. 특별히 지지해서가 아닌, 너그럽기 때문에 붙여 놓는다.

### 느긋한 성격
아주 느긋하고 너그러운 성격을 가지고 있으며, 어떤 상황에서도 당황하지 않는다. 자기 관리도 느슨한 편이라 치마 지퍼를 올리지 않거나 교복 스카프를 묶지 않거나 유두를 노출하는 등의 실수도 보인다.
그러나 의외로 필기라던가 공부쪽은 완벽히 하고 있으며, 성적도 상당히 높다.

## 특기
학습 능력이 상당하다. 또한 작중의 그룹 가수 AKB84에도 참가하고 있는 것으로 추측컨데, 노래와 춤솜씨도 뛰어난 것으로 추정된다.

## 그 외
오오바(大場)와 결혼하면 오오바카나코(大場可奈子, "무척 바보인 아이"라는 뜻의 おおばかなこ와 동음)가 된다.